# 马六甲培风中学
马六甲培风中学（英語：Pay Fong High School Malacca），是马来西亚马六甲唯一一所华文独立中学，分初中部和高中部。

## 校史
1913年7月7日，学校由陈齐贤、曾江水、沈鸿柏等人创立，最初名称是培风两等小学。1919年，培风学校校刊出版。1920年，校图书馆、学生自治会成立。1925年，增办初中。
1942年，日军入侵马六甲，学校因被日军征用而被迫关闭。1945年，复校。1957年，增办高中。1962年，成为马六甲州唯一的华文独立中学。
1963年，兴建胡文虎先生纪念碑。1968年，将东侧平房校舍拆除，新建行政处、科学馆和图书馆。1981年，增加男女生宿舍。1992年，原有礼堂被扩建为可容纳3500人的新礼堂。
2000年，电脑室区域光纤网络系统正式启用。2004年，校史文物馆开幕。2006年，开办初一经典班，特为新生入学考试中，成绩未达标的学生而设。同年，培风智能卡正式启用。
2011年，董事会成立关怀基金，提高教师的福利。关怀基金主要来自所有丧府捐款、帛金、感恩功德捐献。2013年，培风中学创校100周年。2015年，培风中学与韩国五常高中缔结姐妹校并进行学生交换计划。
2016年，培风中学将两年制的办学模式转型为三年制的“博雅教育”。同年，青少年企业项目（Young Enterprise Program）教育合作协议书签署仪式，培风中学台湾校友会成立。

## 校名由来
“培风”是浙江总督汤寿潜命名，取自庄子的《逍遥游》里的“覆杯水于坳堂之上，则芥为之舟，置杯焉则胶，水浅而舟大也。风之积也不厚，则其负大翼也无力。故九万里，则风斯在下矣，而后乃今培风；背负青天，而莫之夭阏者，而后乃今将图南。”，意喻学子们“乘风破浪九万里，前程锦绣无疆界”。